# Gershon Edelstein
Pour les articles homonymes, voir Edelstein.
Gershon Yerachmiel Edelstein, dit Gershon Edelstein (en hébreu : גרשון אדלשטיין), né le 18 avril 1923 à Shumyachi en Russie et mort le 30 mai 2023  - 10 Sivan à Bnei Brak en Israël, est un rabbin israélien, Rosh Yeshiva de la Yechiva de Ponevezh, chef spirituel du parti Degel HaTorah en Israël et président du Moetzes Gedolei HaTorah (Conseil des Grands Sages de la Torah) en Israël. 

## Biographie
Gershon Edelstein, est né le 18 avril 1923 à Shumyachi, actuellement dans l'Oblast de Smolensk en Russie.
Il est le fils de Tzvi Yehuda Edelstein (1892-1950) et de Miriam Movshovitz.
Il a un frère, le rabbin Yaakov Edelstein, et une sœur, Pessia Gershinowitz. Yaakov Edelstein est né en 1924 à Shumyachi et mort le 23 février 2017 à Netanya, en Israël. Pessia Gershinowitz est née en 1927 et est morte le 28 juillet 2004.
Il épouse Henya Rochel Diskin avec qui il a 7 enfants, dont Shimon Yosef Edelstein (né en 1952 et mort le 13 juin 2018).
Il est décédé le 30 mai 2023, peu avant 10 heures du matin, à l'hôpital Mayanei Hayeshua à Bnei Brak, à l'âge de 100 ans,,.

### Études
Il étudie à la Yechiva de Ponevezh de Bnei Brak, sous la direction du rabbin Shmuel Rozovsky.

### Rosh yeshiva
Il devient Rosh yeshiva à la Yechiva de Ponevezh de Bnei Brak, avec le rabbin Baruch Dov Povarsky.

### Politique
Il succède au rabbin Aharon Leib Shteinman comme leader spirituel du parti Degel HaTorah en Israël en 2007, avec le rabbin Chaim Kanievsky. Il devient le seul leader après la mort du rabbin Kanievsky, en 2022.